# Падуламента (Бриндизи)
Падуламента (итал. Padulamenta) је насеље у Италији у округу Бриндизи, региону Апулија.
Према процени из 2011. у насељу је живело 25 становника. Насеље се налази на надморској висини од 304 м.